# Admodiation
Admodiation, auch Amodiation ist eine heute kaum noch gebräuchliche Bezeichnung für einen Pachtvertrag. Der Begriff war bis zum frühen 19. Jahrhundert vor allem in Frankreich gebräuchlich. In dem Vertrag ging es beispielsweise um die Pacht eines großen Gutes (Lehen) mit allen dazugehörigen Rechten, z. B. Jagdrecht, Patrimonialgerichtsbarkeit, Braugerechtigkeit. Alles, was über das vereinbarte Admodiationsgeld (= vereinbarter Pachtbetrag) hinausging, blieb im Besitz des Admodiators (= des Pächters).
Admodiationen können sich im Rechtsgebiet des Deutschen Reichs auch auf die Verpachtung von Schürfrechten, Zollrechten, Brau- und Jagdrechten oder auf Rechte zur Ausbeutung von Salinen durch einen Landesherrn beziehen.

## Beispiel
- Conditiones Nach welchen die Chur-Pfaltz Geistliche Administrations Gefälle auff Sechs Jahr vom ersten Martio dieses 1707. Jahrs anfangend und umbsolche Zeit deß 1713. Jahrs sich endigend von General-Admodiations-wegen in Sub-Admodiation begeben worden.